# Piek van Orizaba

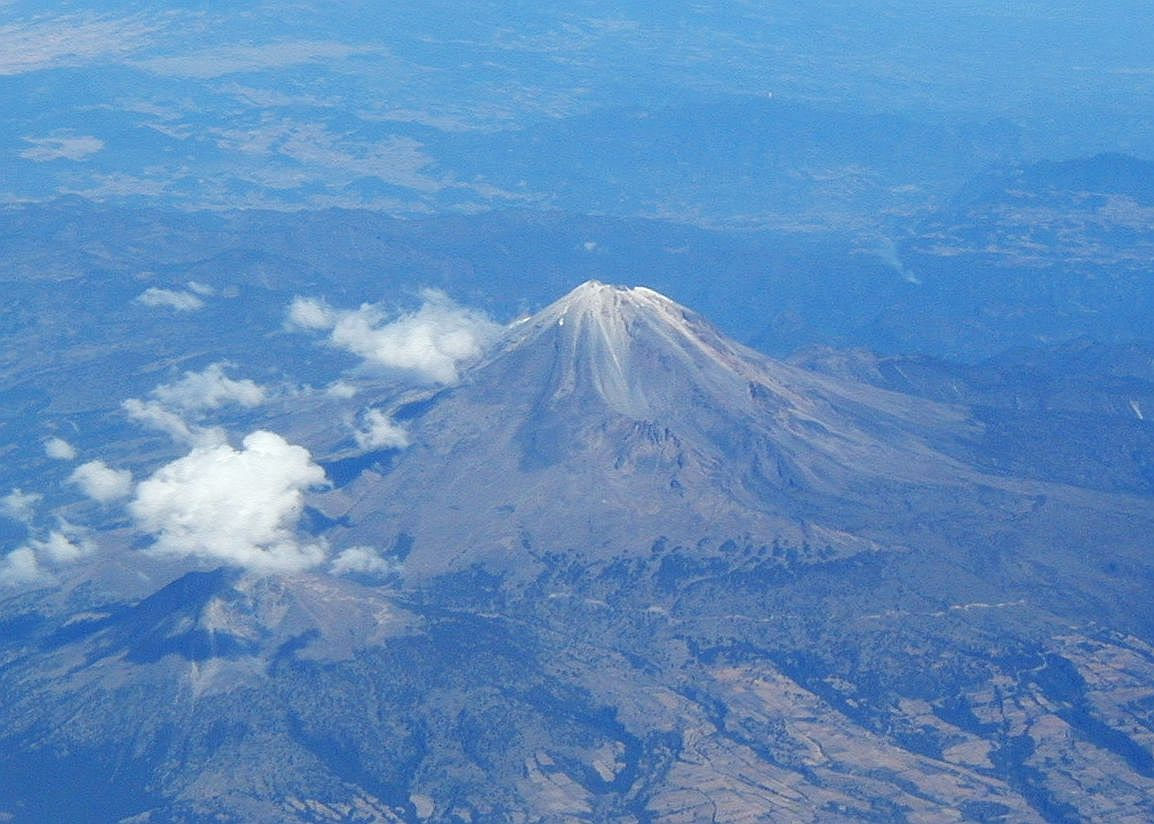
de Piek van Orizaba vanuit de lucht

De Piek van Orizaba (Spaans: Pico de Orizaba, Nahuatl: Citlaltépetl) geldt met een hoogte van 5636 m als de hoogste vulkaan van Noord-Amerika en tevens als de hoogste berg van Mexico. De krater is bedekt met sneeuw. De vulkaan is al eeuwen niet meer actief, het is een zogenaamde slapende vulkaan. De laatste uitbarsting vond plaats in 1687. De kratermond is geheel gesloten waardoor men er gewoon kan staan.
De vulkaan ligt op enige afstand van het stadje Orizaba (in de deelstaat Veracruz). Op het oude kerkhof van dit stadje zijn trouwens enkele grote lavastenen te vinden afkomstig uit de vulkaan. Deze stenen hebben een doorsnede van ongeveer vier meter en zijn versierd met een pre-hispanisch reliëf. Ook op de vulkaanhelling zelf zijn in het bos grote stenen te vinden, gekenmerkt door drie of vier ronde gaten dicht bij elkaar. Vermoedelijk werden deze stenen en tekens gebruikt als oriëntatiepunten voor (handels)reizigers.
Het verdient de aanbeveling de vulkaan voor het begin van het regenseizoen te bezoeken (dus voor april), anders is er maar weinig te zien van de vulkaan en is het ook gevaarlijk de beklimming te voltooien door hevige regenval die meestal in de middag plaatsvindt.
Even ten zuiden van de Piek ligt de Sierra Negra, waarmee hij een dubbelvulkaan vormt.